# Supersize (Album)
Supersize ist das Debütalbum der Sängerin und Rapperin Shirin David. Es wurde am 20. September 2019 veröffentlicht.

## Veröffentlichung
Das Album erschien auf CD, als Download, als Stream und als Boxset. Das Boxset enthält neben dem Album auf CD auch eine Tasche, eine Schminktasche, einen Kalender für das Jahr 2020, mehrere Sticker und eine Probe ihres im Oktober 2019 bei Douglas veröffentlichten Parfums „Created by Shirin“.
Zum einjährigen Jubiläum des Albums verkaufte David ab dem 20. September 2020 eine limitierte SUPERSIZE Merch Kollektion auf ihrem Onlineshop ShirizzleShop Da die einzelnen Kleidungsstücke nur im Bundle mit einer Album-CD angeboten wurden, stieg Supersize in der Woche darauf erneut in die deutschen Albumcharts ein.

## Singleauskopplungen
Die erste Single Orbit wurde am 25. Januar 2019 veröffentlicht. Es ist Davids erste Single seit 2015 und ihre erste Single als Leadmusikerin. Die zweite Single Gib ihm erschien am 15. Februar 2019 und landete auf Anhieb auf Platz 1 der deutschen Singlecharts. Des Weiteren wurde diese für über 200.000 verkauften Einheiten mit einer goldenen Schallplatte ausgezeichnet. Als dritte Single erschien der am 5. April 2019 veröffentlichte Song Ice. Fliegst Du mit wurde am 17. Mai 2019 als vierte Single ausgekoppelt. Die fünfte Single On Off erschien am 28. Juni 2019. Mit Brillis erschien am 30. August 2019 die sechste Single. Als siebte und Single erschien am 20. September 2019, denselben Tag wie die Veröffentlichung des Albums der Song Nur mit dir. Zu jeder Single (außer Orbit) wurde ein Musikvideo veröffentlicht. Alle Singles konnten sich in den Top-10 der deutschen Singlecharts platzieren.

## Inhalt
Das Album beinhaltet zwölf Titel, die größtenteils in deutscher Sprache verfasst sind. Es hat eine Spielzeit von 40 Minuten und 17 Sekunden. Alle Songs wurden von Shirin David und Chima Ede mit weiteren Autoren geschrieben. Die ersten elf Titel wurden von FNSHRS. produziert, der zwölfte Titel von Beatzarre und Djorkaeff. Den Song Nur mit dir singt sie zusammen mit dem deutschen Sänger Xavier Naidoo, den Song On Off mit dem kongolesischen Rapper Maître Gims.
| #  | Titel                             | Autor(en)                                                | Produzent(en)        | Länge |
| -- | --------------------------------- | -------------------------------------------------------- | -------------------- | ----- |
| 1  | Orbit                             | Shirin David, Chima Ede, FNSHRS                          | FNSHRS               | 3:17  |
| 2  | Gib ihm                           | Shirin David, Chima Ede, FNSHRS                          | FNSHRS               | 2:43  |
| 3  | Gift                              | Shirin David, Chima Ede, FNSHRS                          | FNSHRS               | 2:59  |
| 4  | Nur mit dir (feat. Xavier Naidoo) | Shirin David, Chima Ede, FNSHRS, Xavier Naidoo           | FNSHRS               | 3:39  |
| 5  | Ice                               | Shirin David, Chima Ede, FNSHRS                          | FNSHRS               | 2:54  |
| 6  | Brillis                           | Shirin David, Chima Ede, Sera Finale, FNSHRS             | FNSHRS               | 3:06  |
| 7  | Größter Fan                       | Shirin David, Chima Ede, FNSHRS                          | FNSHRS               | 3:14  |
| 8  | On Off (feat. Maître Gims)        | Shirin David, Chima Ede, FNSHRS, Maître Gims, Kool Savas | FNSHRS               | 3:11  |
| 9  | Fliegst Du mit                    | Shirin David, Chima Ede, Sera Finale, FNSHRS             | FNSHRS               | 4:18  |
| 10 | Melodien                          | Shirin David, Chima Ede, FNSHRS                          | FNSHRS               | 4:33  |
| 11 | Unsichtbar                        | Shirin David, Chima Ede, Sera Finale, FNSHRS             | FNSHRS               | 3:22  |
| 12 | Gibt es dich?                     | Shirin David, Chima Ede, Beatzarre, Djorkaeff            | Beatzarre, Djorkaeff | 3:01  |

## Charts und Chartplatzierungen
| ChartsChartplatzierungen | Höchstplatzierung | Wochen |
| ------------------------ | ----------------- | ------ |
| Deutschland (GfK)        | 1 (10 Wo.)        | 10     |
| Österreich (Ö3)          | 2 (5 Wo.)         | 5      |
| Schweiz (IFPI)           | 3 (4 Wo.)         | 4      |